# Rasmus Pedersen (Fußballspieler)
Rasmus Thellufsen Pedersen (* 9. Januar 1997 in Sæby) ist ein dänischer Fußballspieler. Der Linksaußen steht bei Lyngby BK unter Vertrag und ist ehemaliger dänischer Nachwuchsnationalspieler.

## Karriere

### Verein
Pedersen stammt aus der gut 60 Kilometer von Aalborg entfernten Küstenstadt Sæby im dänischen Nordosten. Seine fußballerischen Wurzeln liegen in seiner Heimatstadt beim Skjold Sæby IF, den er später verließ, als er im Nachwuchsleistungszentrum des Aalborg BK aufgenommen wurde.
Gemeinsam mit fünf anderen A-Jugendlichen wurde der Flügelspieler zur Saison 2016/17 in den Profikader des Vereins befördert. Mit Aalborg erreichte Pedersen das Viertelfinale des nationalen Pokals sowie den 5. Platz in der Meisterrunde der Liga in der Saison 2017/18.
Zum 7. Spieltag der Drittligasaison 2019/20 wechselte der Däne nach Deutschland zu Hansa Rostock. Der Leihvertrag galt bis 30. Juni 2020 und enthielt eine Kaufoption. Für die Ostseestädter aus Rostock bestritt Pedersen in der Summe 18 Pflichtspiele, davon 14 Drittliga-Spiele (drei Tore) und vier Spiele (ein Tor) im Mecklenburg-Vorpommern-Pokal. Zwei Spieltage vor dem Ende der Drittliga-Saison 2019/20 beendete er sein Arrangement bei Hansa Rostock gemäß seiner Vertragslaufzeit und kehrte nach Aalborg zurück. Im Juli 2020 lief er dort in zwei Spielen in der Superliga auf und erhielt einen Einsatz in der Reservemannschaft des Aalborger.
Für die Spielzeit 2020/21 schloss er sich dem dänischen Erstligisten Lyngby BK an.

### Nationalmannschaft
Pedersen lief in der Vergangenheit zehnmal für Nachwuchsnationalmannschaften der DBU auf.

## Trivia
Während Pedersen in seiner dänischen Heimat stets seinen zweiten Vornamen Thellufsen auf dem Trikot trug, musste er nach seinem Wechsel nach Deutschland mit seinem Nachnamen Pedersen auflaufen. Die Statuten des DFB erlauben lediglich die Verwendung des Nach- oder eines im Personalausweis eingetragenen Künstlernamens.